# Copa Ciudad de Trujillo 2011
La Copa Ciudad de Trujillo 2011, en su segunda edición se jugó con dos rondas y el campeón sería el que tuviera mayor puntaje. Contó con la participación del equipo anfitrión Universidad César Vallejo, León de Huánuco de Perú, Melgar de Perú y Millonarios de Colombia. Todos los encuentros fueron realizados en el Estadio Mansiche de Trujillo.
Al finalizar el  ganador fue la Universidad César Vallejo, derrotando al Melgar por la mínima diferencia.

## Resultados
| Equipo                    | Pts | PJ | PG | PE | PP | GF | GC | DG |
| ------------------------- | --- | -- | -- | -- | -- | -- | -- | -- |
| Universidad César Vallejo | 4   | 2  | 1  | 1  | 0  | 2  | 1  | 1  |
| Millonarios               | 2   | 2  | 0  | 2  | 0  | 2  | 2  | 0  |
| León de Huánuco           | 2   | 2  | 0  | 2  | 0  | 1  | 1  | 0  |
| FBC Melgar                | 1   | 2  | 0  | 1  | 1  | 0  | 1  | -1 |

### Primera fecha
| 21 de enero de 2011 | FBC Melgar | 0:0 | León de Huánuco | Estadio Mansiche, Trujillo |  |

| 21 de enero de 2011 | Univ. César Vallejo | 1:1 (1:1) | Millonarios | Estadio Mansiche, Trujillo |  |
|                     | Andonaire 90+1' (p) |           | Candelo 76' |                            |  |

### Segunda fecha
| 23 de enero de 2011 | León de Huánuco | 1:1 (1:1) | Millonarios   | Estadio Mansiche, Trujillo |  |
|                     | Otálvaro 55'    |           | Domínguez 67' |                            |  |

| 23 de enero de 2011 | Univ. César Vallejo | 1:0 (1:1) | Melgar | Estadio Mansiche, Trujillo |  |
|                     | De Castro 87'       |           |        |                            |  |

| Perú                                                           |
| Campeón Copa Ciudad de Trujillo 2010 Universidad César Vallejo |